# 大泉街道
大泉街道是中华人民共和国江苏省徐州市贾汪区下辖的一个街道办事处。
2013年8月6日，江苏省人民政府批复同意撤销贾汪镇，将原贾汪镇的新泉、新夏2个居委会和泉东、泉西、宗庄、大李庄、崮岘、鹿楼、小山子、才沃、龙门、闫村10个村委会区域与汴塘镇许阳村委会区域合并，设立大泉街道办事处，街道办事处驻桃源路67号。

## 行政区划
大泉街道下辖以下村级行政区划单位：
新泉社区、新夏社区、大李庄村、宗庄村、泉东村、泉西村和崮岘村。